# Isla Fénix
La isla Fénix (en chino tradicional, 鳳凰島; en chino simplificado, 凤凰岛; pinyin, Fènghuáng Dǎo), conocida como el «Dubái Oriental», es un archipiélago artificial que forma un complejo turístico e isla actualmente en construcción en Sanya, provincia de Hainan, China.
La isla está situada en la bahía de Sanya, y es de 1.250 m de largo por 350 m  de ancho y cubre un área total de 393.825 m². Se conecta a la orilla por un puente de 395 metros.
La inversión total del proyecto supera los 3 mil millones de RMB (aproximadamente $ 464 millones).  Se estima que se finalizará en el 2014. 
La isla se divide en ocho secciones principales, e incluirá:
- Un hotel de 200 metros de altura y siete estrellas
- Un Hotel de cinco estrellas
- Cinco edificios de 28 plantas
- Seis edificios para apartamentos de lujo
- Centro de conferencias
- Terminal de Ferry
- Puerto para cruceros
- Marina con 150 - 300 camas yates
- Yacht club
- Restaurantes
- complejo comercial
- Calle comercial
- Área recreativa y deportiva
- Parque temático